# Kia Bongo
A Kia Bongo é uma caminhonete compacta, fabricada pela Kia Motors. Veio para o Brasil na década de 90 com o nome Ceres, que foi mudado mais tarde para Bongo. Está disponível em cabine simples ou dupla. 

## Galeria
- Primeira geração (1980-1993)
- Segunda geração (1989-1997)
- Terceira geração (1997-2004)
- Quarta geração (2004-presente)